# Vida útil
| Component                            | Anys    |
| Aqüeductes                           | .       |
| - Formigó ciment sòlid               | 75      |
| - Acer                               | 50      |
| - Fusta                              | 25      |
| Preses                               | .       |
| - Fusta                              | 25      |
| - Terra, concret o en obra de paleta | 150     |
| - Pedra solta                        | 60      |
| - Acer                               | 40      |
| Bombes                               | 18 - 25 |
| Tancs d'aigua                        | .       |
| - Concret                            | 50      |
| - Acer                               | 40      |
| - Fusta                              | 20      |
| Canals i dics                        | 75      |
| Barcasses                            | 12      |
| Conductes forçats                    | 50      |
| Equip de construcció                 | 5       |
| Equip nàutic / construcció           | 12      |
| Filtres                              | 50      |
| Generadors                           | .       |
| - Més de 3,000 kVA                   | 28      |
| - de 1,000 a 3,000 kVA               | 25      |
| - de 50 a 1,000 kVA                  | 17 - 25 |
| - menys de 50 kVA                    | 14 - 17 |
| Aerogeneradors                       | 20      |
| Hidrantes                            | 50      |
| Línies de transmissió                | 30      |
| Mesuradors hidràulics                | 30      |
| Pous                                 | 40 - 50 |
| Remolcadors                          | 12      |
| Tancs de distribució                 | 75      |
| Tancs de coagulació                  | 50      |
| Tancs tubulars                       | 50      |
| Canonades de ferro colat             | .       |
| - 2 a 4"                             | 50      |
| - 4 a 6"                             | 65      |
| - 8 a 10"                            | 75      |
| - més de 12"                         | 100     |
| Canonades de formigó                 | 20      |
| Canonades d'acer                     | .       |
| - Menys de 4"                        | 30      |
| - Més de 4"                          | 40      |
| Canonades de fibro-ciment 6"         | 50      |
| Túnels                               | 100     |
| Turbines hidràuliques                | 35      |
| Fàbriques generadores                | .       |
| - Combustible fòssil                 | 28      |
| - Combustible nuclear                | 20      |

La vida útil és la durada estimada que un objecte pot tenir, complint correctament amb la funció pel qual ha estat creat. Normalment es calcula en hores de durada.
Quan es refereix a obres d'enginyeria, com a carreteres, ponts, preses, etc., es calcula en anys, sobretot per a efectes de la seva amortització, ja que en general aquestes obres continuen prestant utilitat molt més enllà del temps estimat com a vida útil per a l'anàlisi de factibilitat econòmica.

## Exemples
- Carreteres: La vida útil és un paràmetre al moment del seu disseny. Es pot considerar 5, 10 o 20 anys, la qual cosa influirà en les característiques del paviment i, per tant, el seu factibilitat econòmica. La vida útil de la carretera pot veure's afectada per l'increment del tràfic, o per canvis en la normativa viària, si s'incrementa la càrrega permesa per eix.
- Embassaments: Generalment es considera una vida útil, per a efecte de càlculs econòmics, de 20 a 25 anys. No obstant això, continuarà prestant serveis per un temps molt major. La vida útil d'una represa pot veure's afectada per un augment del transport sòlid del riu, la qual cosa provocarà un increment del material sòlid retingut en el got, reduint la seva capacitat de regularització dels cabals.
- Projectes d'Energia elèctrica:[1]
  - Generació termoelèctrica: 20 anys
  - Generació hidroelèctrica: 50 anys
  - Generació geotèrmica: 50 anys
  - Línies de transmissió: 30 anys

## Vida útil en alimentació
Així com la caducitat, és la data límit fins a la qual podem consumir un aliment sense que hagi perdut les seves propietats, la vida útil és el nom que se li dona al període que transcorre des de la seva producció a la seva caducitat, és a dir, el temps durant el qual l'aliment conserva totes les seves qualitats. El final de la vida d'un aliment no només depèn que mantingui nivells mínims de contaminació, sinó també que preservi les seves qualitats físic-químiques (homogeneïtat, estabilitat, estructura) i organolèptiques (textura, sabor, aroma)

### Anàlisi qualitativa
Així, per definir la vida útil dels nostres productes haurem de buscar l'equilibri entre la caducitat microbiològica i els aspectes sensorials del producte. No servirà de res que obtinguem un plat amb una vida útil de sis setmanes quant a seguretat alimentària, però que en aquest període hagi perdut color, textura o aroma.
La contaminació d'un aliment la podrem evitar de diferents maneres:
- Treballant en instal·lacions perfectament netes i desinfectades, fins i tot asèptiques si és necessari.
- Sotmetent a l'aliment a temperatures altes durant poc espai de temps (aquesta pràctica és poc recomanable per a plats preparats)
- Realitzant tractaments a temperatures mitjanes durant temps més perllongats (aquesta és la pràctica més freqüent per a V gamma)
- Addicionant conservants, antioxidants o altres additius que frenin la deterioració
- Aplicant altres tecnologies com la cocció al buit, l'envasament en atmosfera modificada, la pasteurització per microones en continu, la llum premuda, incorporació de biocinas, ús de sistemes de barrera,...

### Pla d'anàlisi microbiològica
Per comprovar l'efectivitat del tractament hem de realitzar un pla d'anàlisis microbiològiques que determinin el temps que l'aliment segueix sent apte per al consum humà. La funció del laboratori és la de guiar per a l'elaboració d'aquest pla; bàsicament es tracta de preparar en un mateix lot diverses mostres que s'aniran analitzant en diferents dates dins d'un període estimat (la primera als dos dies de producció, la segon a la setmana, la tercera als 10 dies, la quarta a les dues setmanes, la cinquena als 20 dies…). Perquè aquests resultats siguin fiables hem d'haver registrat totes les dades que afectin al producte (matèries primeres, proveïdors i dates de recepció, sales de treball, manipuladors, tractaments i processos, ingredients, temps i temperatures…) i posteriorment reproduir-ho en les mateixes condicions.

### Anàlisi de temps
Paral·lelament, és imprescindible comprovar l'evolució en el temps del producte. En un pla com el del laboratori establirem les dates en les quals realitzar les proves i la fitxa de tast. En aquests casos, serà de gran importància comptar amb l'opinió objectiva de professionals amb experiència en l'anàlisi sensorial. Si estan en el nostre equip ens serà de gran ajuda, però si no és així podem contractar els serveis d'un panell de tast. D'aquesta forma detectarem variacions indesitjables de l'aliment durant el seu emmagatzematge. Si aquestes alteracions són posteriors a la data de caducitat micro-biològica determinarem aquesta última com a límit de la vida útil, de la mateixa forma en el cas contrari.
Si desitgem perllongar la qualitat organolèptica i les qualitats físic-químiques dels nostres productes haurem de tenir en compte aspectes com les tècniques culinàries utilitzades, la maquinària, la matèria primera, l'ús d'alguns additius… En aquest cas podem remetre'ns a una empresa que realitzi assessorament gastronòmic o assessorament en el desenvolupament de fitxes tècniques.

### Conclusió
El sector alimentari i, sobretot, les tecnologies aplicades a la producció de cinquena gamma segueixen creixent i cada vegada ens arriben millors solucions des de qualsevol part del món. Mantenir-se actualitzat i no deixar mai de millorar els processos i fitxes tècniques permetrà anar perllongant la vida útil dels productes i millorant la qualitat dels mateixos.